# Myriophyllum votschii
Myriophyllum votschii är en slingeväxtart som beskrevs av Anton Karl Schindler. Myriophyllum votschii ingår i släktet slingor, och familjen slingeväxter. Inga underarter finns listade i Catalogue of Life.